# Siamo uomini o caporali
Pour plus de détails, voir Fiche technique et Distribution.
Siamo uomini o caporali est une comédie italienne réalisée par Camillo Mastrocinque et sortie en 1955.

## Synopsis
Totò Esposito est un acteur de théâtre qui, lassé de supporter son imprésario, menace de le tuer et finit par être considéré comme fou et admis dans un hôpital psychiatrique. C'est là qu'il explique au médecin sa théorie selon laquelle il existe deux catégories d'hommes : les exploités et les exploiteurs (ceux qui transpirent et ceux qui font transpirer). En chemin, il raconte des épisodes de sa vie étonnante et le médecin le libère car il ne le considère pas comme fou. En sortant de l'hôpital, il est renversé par la voiture d'un « exploiteur », d'où émerge une femme qu'il a aimée.

## Fiche technique
- Titre original italien : Siamo uomini o caporali[1]
- Réalisateur : Camillo Mastrocinque
- Scénario : Vittorio Metz, Mario Mangini (it), Nelli (it), Camillo Mastrocinque, Totò
- Photographie : Aldo Tonti, Riccardo Pallottini (it)
- Montage : Gisa Radicchi Levi
- Musique : Alessandro Cicognini
- Décors : Piero Filippone
- Costumes : Gaia Romanini (it)
- Maquillage : Giuliano Laurenti (it)
- Production : Alfredo De Laurentiis (it)
- Société de production : Lux Film
- Pays de production :  Italie
- Langue originale : italien
- Format : Noir et blanc - 1,37:1 - Son mono - 35 mm
- Durée : 92 minutes
- Genre : Comédie
- Dates de sortie :
  - Italie : 26 août 1955 (Turin) ; 2 septembre 1955

## Distribution
- Totò : Totò Esposito, l'« homme »
- Paolo Stoppa : le « caporal » des différents personnages (Meniconi le gardien-chef, le fasciste, le colonel nazi Hammler, le colonel américain Mr Black, le réalisateur de « Hier, aujourd'hui, demain », le petit homme d'affaires lombard)
- Fiorella Mari : Sonia
- Nerio Bernardi : le psychiatre
- Vincent Barbi : le secrétaire de M. Black
- Mara Werlen : Mimi
- Agnese Dubbini : la mère de Mimì
- Mario Passante : le sergent allemand
- Henri Vidon : le médecin allemand
- Gino Buzzanca : le réalisateur du film sur Néron
- Pasquale De Filippo : le chef opérateur du film sur Néron
- Loris Gizzi : le ténor
- Giacomo Furia : l'interprète de Néron
- Franca Faldini : Gabriella, l'éditrice de « Hier, aujourd'hui, demain »
- Rosita Pisano : Filomena Ossobuco
- Vinicio Sofia : Cesarino Ossobuco
- Gildo Bocci : un témoin
- Salvo Libassi : un rédacteur en chef de « Hier, aujourd'hui, demain »
- Gianni Partanna : un autre rédacteur en chef de « Hier, aujourd'hui, demain »
- Sylva Koscina : l'actrice en herbe
- Luciano Bonanni : technicien au théâtre
- Gina Rovere : une danseuse
- Denise Carpenter : une autre danseuse
- Nicola Maldacea Jr. : premier policier
- Romano Milani : deuxième policier

## Exploitation
Le film a très bien marché en Italie, cumulant 5,1 millions d'entrées et se classant à la 13e place du Box-office Italie 1955-1956,.